# Hội Khoa học và Công nghệ Mỏ Việt Nam
Hội Khoa học và Công nghệ Mỏ Việt Nam, tên gọi tắt là Hội Mỏ Việt Nam, là tổ chức xã hội - nghề nghiệp của những người làm việc trong lĩnh vực mỏ tại Việt Nam .
Hội có tên giao dịch tiếng Anh là Vietnam Mining Science and Technology Association, viết tắt là VMSTA.
Hội được thành lập năm 1966. Ngày 9/12/2016 Hội đã tiến hành Lễ kỷ niệm 50 năm thành lập (1966 - 2016) và đón nhận Huân chương Lao động hạng Nhất lần thứ hai.
Ngày 28/12/2005 Bộ Nội vụ đã ký Quyết định số 143/2005/QĐ-BNV phê chuẩn việc ban hành Điều lệ Hội Khoa học và Công nghệ Mỏ Việt Nam .
Văn phòng Hội đặt tại địa chỉ P507,508 số 3 phố Phan Đình Giót, phường Phương Liệt, quận Thanh Xuân, thành phố Hà Nội .